# اندیس کرومیت بوستان اسپکه
کرومیت بوستان اسپکه یک اندیس فلزی است که در حوالی شهر نیک شهر استان سیستان و بلوچستان قرار دارد و مادهٔ معدنی موجود در آن، کرومیت است.سنگ میزبان این اندیس پریدوتیت آلتره وتکتونیزه است و دیرینگی آن به دوران کرتاسه بالایی می‌رسد.